# TýTý pro hlasatele/hlasatelku dne
TýTý pro hlasatele/hlasatelku dne byla jedna z kategorií cen TýTý, ve které byli oceňováni hlasatelé a hlasatelky dne. Kategorie se poprvé předávala v prvním ročníku TýTý a naposledy se předala v roce 2000. Nejčastěji cenu v této kategorii získala Saskia Burešová, která si odnesla celkem pět zrcátek. Do kategorie nebyl nikdy nominovaný jiný hlasatel či hlasatelka než z České televize.

## Ocenění

### Hlasatel/Hlasatelka dne
Jména jsou vypsána v pořadí, ve kterém skončili v diváckém hlasování.
| Rok  | Jméno               | Stanice        |
| ---- | ------------------- | -------------- |
| 1991 | Roman Víšek         | ČST            |
| 1991 | Saskia Burešová     | ČST            |
| 1991 | Marta Skarlandtová  | ČST            |
| 1991 | Hana Heřmánková     | ČST            |
| 1991 | Milena Vostřáková   | ČST            |
| 1992 | Hana Heřmánková     | ČST            |
| 1992 | Roman Víšek         | ČST            |
| 1992 | Saskia Burešová     | ČST            |
| 1992 | Marta Skarlandtová  | ČST            |
| 1992 | Brigita Zlámalová   | ČST            |
| 1993 | Saskia Burešová     | Česká televize |
| 1993 | Hana Heřmánková     | Česká televize |
| 1993 | Marie Tomsová       | Česká televize |
| 1993 | Marie Retková       | Česká televize |
| 1993 | Roman Víšek         | Česká televize |
| 1994 | Saskia Burešová     | Česká televize |
| 1994 | Anna Wetlinská      | Česká televize |
| 1994 | Marie Retková       | Česká televize |
| 1994 | Marie Tomsová       | Česká televize |
| 1994 | Roman Víšek         | Česká televize |
| 1995 | Saskia Burešová     | Česká televize |
| 1995 | Marie Retková       | Česká televize |
| 1995 | Anna Wetlinská      | Česká televize |
| 1995 | Viola Ottová        | Česká televize |
| 1995 | Stanislava Lekešová | Česká televize |
| 1996 | Saskia Burešová     | Česká televize |
| 1996 | Marie Retková       | Česká televize |
| 1996 | Anna Wetlinská      | Česká televize |
| 1996 | Alexander Hemala    | Česká televize |
| 1996 | Viola Ottová        | Česká televize |
| 1997 | Saskia Burešová     | Česká televize |
| 1997 | Marie Retková       | Česká televize |
| 1997 | Anna Wetlinská      | Česká televize |
| 1997 | Roman Víšek         | Česká televize |
| 1997 | Alexander Hemala    | Česká televize |
| 1998 | Marie Retková       | Česká televize |
| 1998 | Saskia Burešová     | Česká televize |
| 1998 | Anna Wetlinská      | Česká televize |
| 1998 | Alexander Hemala    | Česká televize |
| 1998 | Klára Doležalová    | Česká televize |
| 1999 | Marie Retková       | Česká televize |
| 1999 | Saskia Burešová     | Česká televize |
| 1999 | Anna Wetlinská      | Česká televize |
| 1999 | Klára Doležalová    | Česká televize |
| 1999 | Alexander Hemala    | Česká televize |
| 2000 | Marie Retková       | Česká televize |
| 2000 | Klára Doležalová    | Česká televize |
| 2000 | Petr Lesák          | Česká televize |
| 2000 | Alexander Hemala    | Česká televize |
| 2000 | Saskia Burešová     | Česká televize |

## Počet cen dle oceněných
5 cen
- Saskia Burešová

3 ceny
- Marie Retková